# Cataratas Kaieteur
Las cataratas Kaieteur o Salto Kaiteur es una gran cascada ubicada en la región nororiental de Sudamérica en el país de Guyana. Como una importante atracción turística en el parque nacional Kaieteur, está situado a lo largo del río Potaro en la región Potaro-Siparuni, que es reclamada por Venezuela como parte de la Guayana Esequiba. El parque cuenta con el servicio del Aeropuerto Internacional de Kaieteur, a unos 15 minutos a pie desde la cima de las cataratas de Kaieteur, con vuelos frecuentes al Aeropuerto Ogle y al Aeropuerto Internacional Cheddi Jagan en Georgetown. En altura, la cascada tiene 226 metros (741 ft).

## Descripción
Posee una caída libre de hasta 227 metros desde la salida del agua hasta la primera vez que toca rocas, pero entonces fluye hacia una serie caídas de aguas escarpadas, que estando incluidas en la altura de la catarata la hacen llegar hasta unos 256 metros.
Las cataratas Kaieteur son hasta cinco veces más altas que las cataratas del Niágara, ubicadas entre EE. UU. y Canadá pero mucho menos conocidas, y cerca de dos veces la altura de las cataratas Victoria (localizadas entre la frontera de Zambia y Zimbabue en el sur de África), es la decimonovena catarata por su volumen y según algunas estimaciones es la vigesimosexta catarata más escénica del mundo.

## Descubrimiento
El 24 de abril de 1870, Charles Barrington Brown, uno de dos geólogos británicos designados como topógrafos del gobierno de la Colonia de la Guayana Británica, se convirtió en el primer europeo en avistar las cataratas Kaieteur; el otro topógrafo fue James Sawkins. Brown y James Sawkins llegaron a Georgetown, capital del Guyana (entonces Guayana Británica) en 1867 e hicieron algunos mapas además de la preparación de informes geológicos, en algunos casos juntos y otros separados. Sawkins había hecho un alto en su trabajo cuando Brown avistó las cataratas y después de terminar sus estudios en numerosos ríos del Territorio Essequibo los topógrafos salieron del área en 1871.

## Turismo
Las cataratas Kaieteur son una importante atracción turística en Guyana y los visitantes también toman fotografías del paisaje alrededor de las cataratas cuando visitan. Es uno de los puntos turísticos más visitados de la Guayana Esequiba, la zona reclamada por Venezuela. A pesar de que este lugar no es muy conocido, cada año mucha gente viene a admirar esta belleza natural.
- Datos: Q38120
- Multimedia: Kaieteur Falls / Q38120